# Григор Вачков
Григор Вачков (болг. Григор Вачков), (*26 травня 1932, Тринчовиця  — †18 березня 1980) — болгарський актор театру та кіно. 

## Біографія
Григор Вачков народився 26 травня 1932 року в селі Тринчовиця Плевенської області в Болгарії. 

Навчався в Національній Академії театру та кіно, яку закінчив 1955 року.

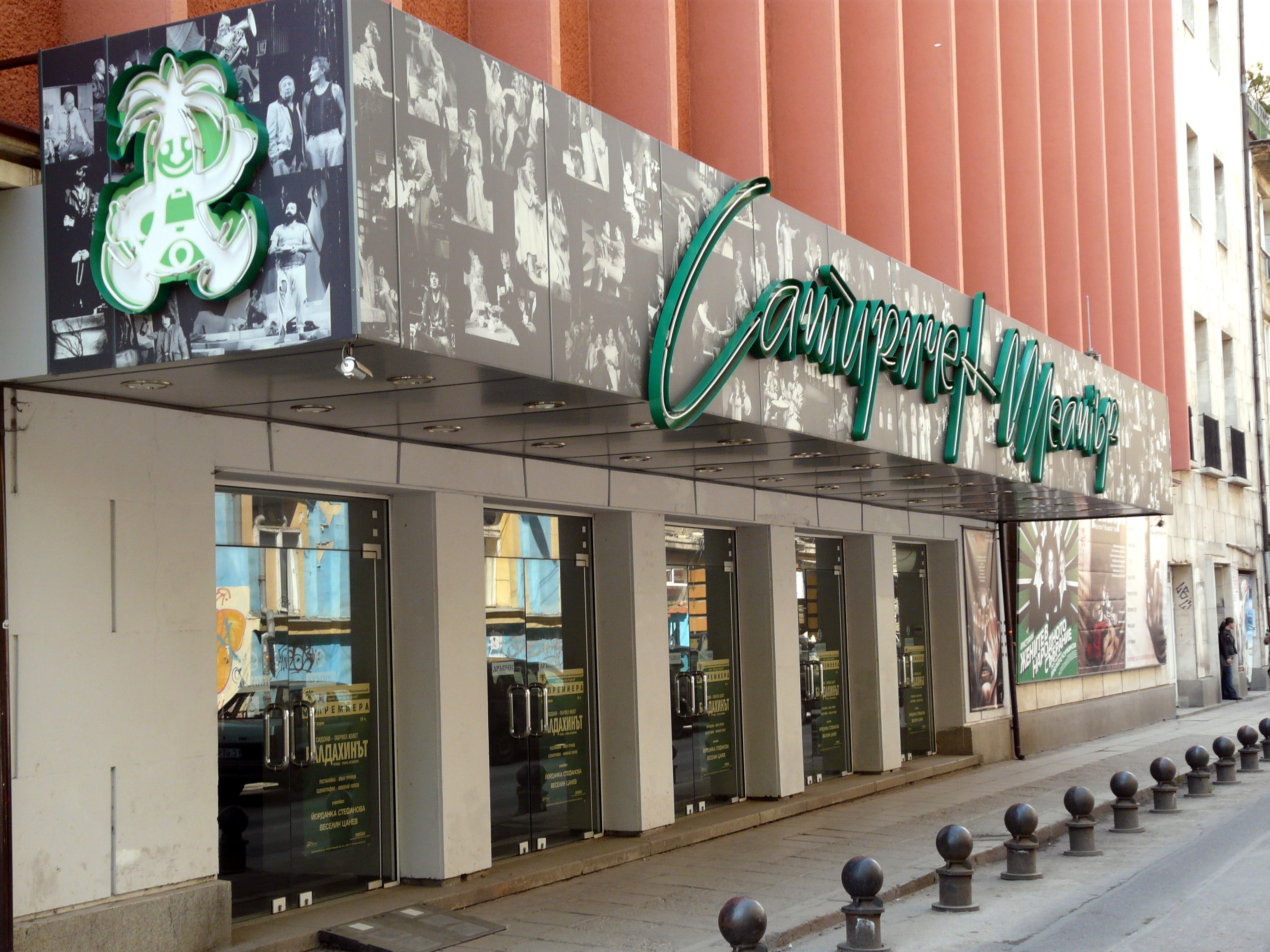
Театр сатири, де працював Григор

 Однокурсники зазвичай називали його просто Гришата.
З 1957 року Григор Вачков почав грати у Державному театрі сатири. Він був членом трупи від самого початку заснування цього театру. Дебютував у кіно через два роки. 1959-го він мав епізодичну роль у військовій драмі «Зірки» про трагічне кохання юдейської дівчини та нацистського офіцера.
1960 року Вачков зіграв невеличкі ролі ще у трьох фільмах. Першу головну роль він отримав 1963-го, ставши Пешо в картині «Смерті немає».
Справжня популярність прийшла до нього після виходу на телеекрани пригодницького серіалу «Кожен кілометр» та ролі у стрічці Любомира Шарланджієва «Найкраща людина, яку я знаю».